# Carretera Federal 150D
La Carretera Federal 150D es una autopista de peaje en México que comunica a la Ciudad de México con la ciudad de Veracruz, en el estado de Veracruz. Está considerada como una de las carreteras más peligrosas de todo el país ya que por sus complicadas condiciones orográficas y la falta de un mantenimiento adecuado se han producido muchísimos accidentes fatales.
Esta autopista fue inaugurada el 5 de mayo de 1962 con motivo del 100 aniversario de la Batalla del 5 de mayo.
En aquel entonces, la única manera de llegar del Golfo de México a la capital era a través de las carreteras federales Puebla-México y Puebla-Tehuacán. Sin embargo, tales carreteras al llegar a la zona conurbada se convertían respectivamente en Av. Fojadores de Puebla y Av. 14 Ote, por lo que era necesario atravesar la ciudad para poder llegar a la capital, además de los conocidos riesgos que implicaba, ya que constantemente en Maltrata Veracruz y en Paso de Cortés se presentaban derrumbes.
Por lo tanto, durante los años 50 y 60 se planeó una carretera que permitiese el libre tránsito entre el puerto y la capital, formándose así el proyecto para la autopista México-Veracruz.

## Trazo
CDMX
La carretera inicia en el metro San Lázaro en la delegación Venustiano Carranza como una vía primaria con el nombre de Calz. Ignacio Zaragoza y corre en línea recta atravesando diversas colonias de dicha delegación, cruza el Eje 3 Oriente y debajo de está corre la Línea 1 del Metro desde San Lázaro hasta Zaragoza, al cruzar el Viaducto Río de la Piedad se convierte en vía secundaria y se incorpora a su camellón central la Línea A del metro desde Agrícola Oriental hasta Acatitla internándose en las delegaciones Iztacalco e Iztapalapa y cruza las avenidas: Av. Central/Javier Rojo Gómez, Anillo Périferico, Av. Telecomunicaciones, Av. Guelatao, República Federal del Norte/Sur, Octavio Paz.
Pasando la estación Acatitla se interna en el distribuidor Vial la Concordia a donde se le incorpora el Eje 8 Sur proveniente del poniente de la ciudad, En este tramo la vía se convierte en Autopista México-Puebla, bajando el puente entra en territorio mexiquense.
Los carriles en dirección México-Puebla se encuentra en territorio de CDMX y Puebla-México en territorio del Estado de México en concreto en las delegaciones Iztapalapa,Tláhuac y Los Reyes, Valle de Chalco respectivamente,desde Santa Marta hasta el Eje 10 Sur.
En este tramo la vía cuenta con 12 carriles y atraviesa los Ejes 5 y 6 Sur, varias colonias de Iztapalapa, Tláhuac y Los Reyes y el cerro de la Caldera y el pueblo de Santa Catarina y el Eje 10 Sur.
Distancia entre tramos:
- Calz. Ignacio Zaragoza: San Lázaro-Viaducto= 4.8 km
- Calz. Ignacio Zaragoza: Viaducto-La Concordia= 9.0 km
- Autopista México-Puebla: La Concordia-Eje 10 Sur= 5.2 km

Total= 19 km
Estado de México
Pasando el Eje 10 Sur la carretera se interna totalmente en territorio Mexiquense en concreto en los municipios de Valle de Chalco, Chalco e Ixtapaluca, la autopista se vuelve más amplia atravesando colonias importantes del primero, también es conocida porque en este tramo se encuentran los famosos Puente Rojo (Av. del Mazo), Puente Blanco (Av. Emiliano Zapata), Puente Tlapacoya (Av. López Mateos).
Luego la carretera se interna en el municipio de Chalco atravesando la colonia Agrarista y posteriormente cruza la Carretera México-Cuautla que también conduce a Amecameca, Atlatlahucan, Oaxtepec o al Centro de Chalco, el primero y el último mexiquenses y los otros dos pertenecientes a Morelos.
La Carretera se interna en la localidad de San Marcos Huixtoco de Chalco y la caseta con el mismo nombre además del acceso al Circuito Exterior Mexiquense, después se interna en la zona de Popocatépetl, Iztaccíhuatl que es conocida por ser la parte más peligrosa de la autopista y también la localidad de Río Frío perteneciente a Ixtapaluca y finalmente el cruce de la Carretera Libre (190 o 150) y finalmente entra a territorio del estado de Puebla.
Distancia entre tramos:
- De Eje 10 Sur a Carretera a Cuautla= 9.3 km
- De Carretera a Cuautla a Zona de Curvas= 9 km
- De Zona de Curvas a Río Frío= 23 km
- 5.2 km adicionales
- Total: 46.5 km

Puebla (primer tramo)
Una vez haber entrado a Puebla continúa por la zona de Curvas, finalmente después de salir de zona serrana llega a la localidad de Santa Rita Tlahuapan perteneciente al municipio del mismo nombre continúa en línea recta y sale de zona suburbana, posteriormente se encuentra con los pueblos de San Lucas el Grande y San Rafael Tlanalapan hasta llegar a la ciudad de San Martín Texmelucan donde entronca con la carretera 117 y 117D y el Arco Norte de la Ciudad de México, y sale de zona suburbana hasta llegar a los municipios de Huejotzingo.
Por un pequeño tramo entra en territorio del estado de Tlaxcala.
Distancias entre tramos:
- Río Frío a Tlahuapan: 9.6 km
- Tlahuapan a Texmelucan: 18 km
- Texmelucan al límite con Tlaxcala: 14 km
- Total: 41.6 km

Tlaxcala
La carretera por un pequeño tramo se interna en el municipio de Nativitas, Tlaxcala.
Distancias:
Límite de Tlaxcala a Puebla: 2.4 km
Total: 2.4 km
Puebla (segundo tramo)
La carretera sale de Tlaxcala se interna en los municipios de San Miguel Xoxtla, Cuatlaucingo y los pueblos de San Miguel Xoxtla, San Francisco Ocotlán y la localidad de Sanctorum y atraviesa el Anillo Périferico de la Ciudad de Puebla (190) y la Autopista Puebla-Tlaxcala (119D) hasta llegar a la ciudad de Puebla.
La carretera entra en zona urbana y atraviesa distintas colonias y localidades de la capital Puebla además empieza el Segundo Piso de la Autopista México-Puebla y entronca con las carreteras 119 y 121 además de que pasa cerca del Estadio Cuauhtémoc, nuevamente entronca con la carretera 150 y sale de zona suburbana.
A partir de este tramo la Autopista recibe el nombre Puebla-Córdoba y posteriormente entronca con la carretera 140D, que conduce a las ciudades de Perote, Xalapa, Huamantla, Apizaco de Veracruz y Tlaxcala respectivamente, también con la ruta 129 que conduce al centro de Amozoc, posteriormente atraviesa los pueblos de San Jerónimo Ocotitlan, San Bartolomé Hueyapan, San Mateo Parra hasta llegar a la ciudad de Acatzingo donde entronca con la carretera Federal 140 que de igual manera conduce a la ciudad de Xalapa, después atraviesa los pueblos de San Simón de Bravo además de una vía revestida que conduce a las poblaciones de Tecamachalco y Quecholac, el pueblo del Palmarito Tochapan, San Miguel Xaltepec hasta la población de Cuacnopalan perteneciente al municipio de Palmar de Bravo aquí entronca con la autopista 135D que conduce a Tehuacán y a la ciudad de Oaxaca ya en territorio oaxaqueño.
Atraviesa la carretera estatal 394 y después la carretera Federal 144 que conduce a la Ciudad Serdán, Cañada de Morelos y Azumbilla y San Salvador el Seco, la caseta de Esperanza y la población del mismo nombre, después entra en el tramo de las Cumbres de Maltrata y posteriormente entra al estado de Veracruz.
Distancias: 
- Límite con Tlaxcala a la Ciudad de Puebla: 16 km
- Puebla a Carretera a Amozoc: 19 km
- Amozoc a Acatzingo: 25 km
- Acatzingo a Carretera 135D: 37 km
- Carretera a Oaxaca-Esperanza: 13 km
- Esperanza-Cumbres de Maltrata: 8.9 km

Total: 118.9 km
Total estatal: 160.5 km
Veracruz de Ignacio de la Llave
La autopista se interna en el estado de Veracruz en el tramo conocido como cumbres de Maltrata un peligroso tramo de curvas cerradas que está considerado de los más peligrosos en el país atraviesa 4 túneles además de que el sentido Córdoba-Puebla atraviesa la población de Maltrata además de que pasa por encima del sentido opuesto de la 150D, finalmente llega a Ciudad Mendoza, Nogales y finalmente llega la ciudad de Orizaba y entronca con la carretera 123 que conduce a Zongolica y posteriormente Ixtaczoquitlán donde entronca con la vía libre. 
Además de atravesar la población de Fortín de las Flores donde entronca con la vía 143 que conduce a Coscomatepec de Bravo y posteriormente se adentra en Córdoba y la población de Peñuela donde vuelve a entroncar con la carretera libre.
A partir de este punto la vía toma el nombre de Autopista Córdoba-Veracruz, posteriormente unos muchos kilómetros llega a la población de Carrillo Puerto, La Tinaja donde entronca con la carretera Federal 145D que conduce a Minatitlán, Acayucan, Coatzacoalcos y Villahermosa ya en el estado de Tabasco, posteriormente atraviesa El Moralito, Cotaxtla, Jamapa, hasta entroncar con la vía 180 que conduce a Villahermosa, Campeche, Mérida y Cancún en el sureste del país, y la localidad de Mata de Pita hasta llegar a la ciudad de Veracruz donde vuelve a entroncar con la Carretera 140 proveniente de Xalapa.
Tramos: 
De Maltrata a Orizaba: 31 km
De Orizaba a Córdoba: 25 km
De Córdoba a La Tinaja: 50 km
La Tinaja-Veracruz: 53 km
Total: 159 km
Total de recorrido: 387.4 km

## Remodelación
La Autopista México-Puebla se empezó a remodelar a finales de 2013 para remodelar el tramo La Concordia-Carretera México-Cuautla con una remodelación que finalizó en 2016 las remodelaciones fueron las siguientes:
- Límites de velocidad (La Autopista antes tenía límites de 60 km/h por su alta peligrosidad) (Ahora es de 100,90,80 y 110 km/h en los centrales y 50,70 km/h en las laterales).
- Construcción de la Lateral Norte (Antes la Autopista tenía una lateral que solo funcionaba como una calle común y corriente pero ahora funciona como la lateral Sur y donde estaba la Autopista se hizo otra lateral que funcionaría como lateral Puebla-México).
- Ampliación de 6 a 12 Carriles (Antes la autopista solo contaba con 6 carriles, 3 por cuerpo, ahora son 4 laterales y 8 centrales)
- Reemplazo del Puente de los Ejes 5 y 6 Sur y Valle de Chalco Solidaridad (Se cambiaron los puentes por unos nuevos el puente de Eje 6 solo tenía un sentido).

- Reemplazo de los Puentes Peatonales (Se cambiaron los puentes peatonales).

## Cruces por Arriba y Abajo
- Eje 3 Oriente
- Viaducto Río de la Piedad
- Av. Central
- Anillo Periférico
- Av. Telecomunicaciones
- Eje 7 Oriente

- Av. República Federal del Norte y Sur

- Av. Octavio Paz

- Eje 8 Sur (oeste) Carretera México Texcoco (este)

## Líneas del Metro de la Ciudad de México
- Línea 1
- Línea A
- Línea B